# Venusberg (Saksen)
Venusberg is een plaats en voormalige gemeente in de Duitse deelstaat Saksen, en maakt deel uit van de gemeente Drebach in het district Erzgebirgskreis.

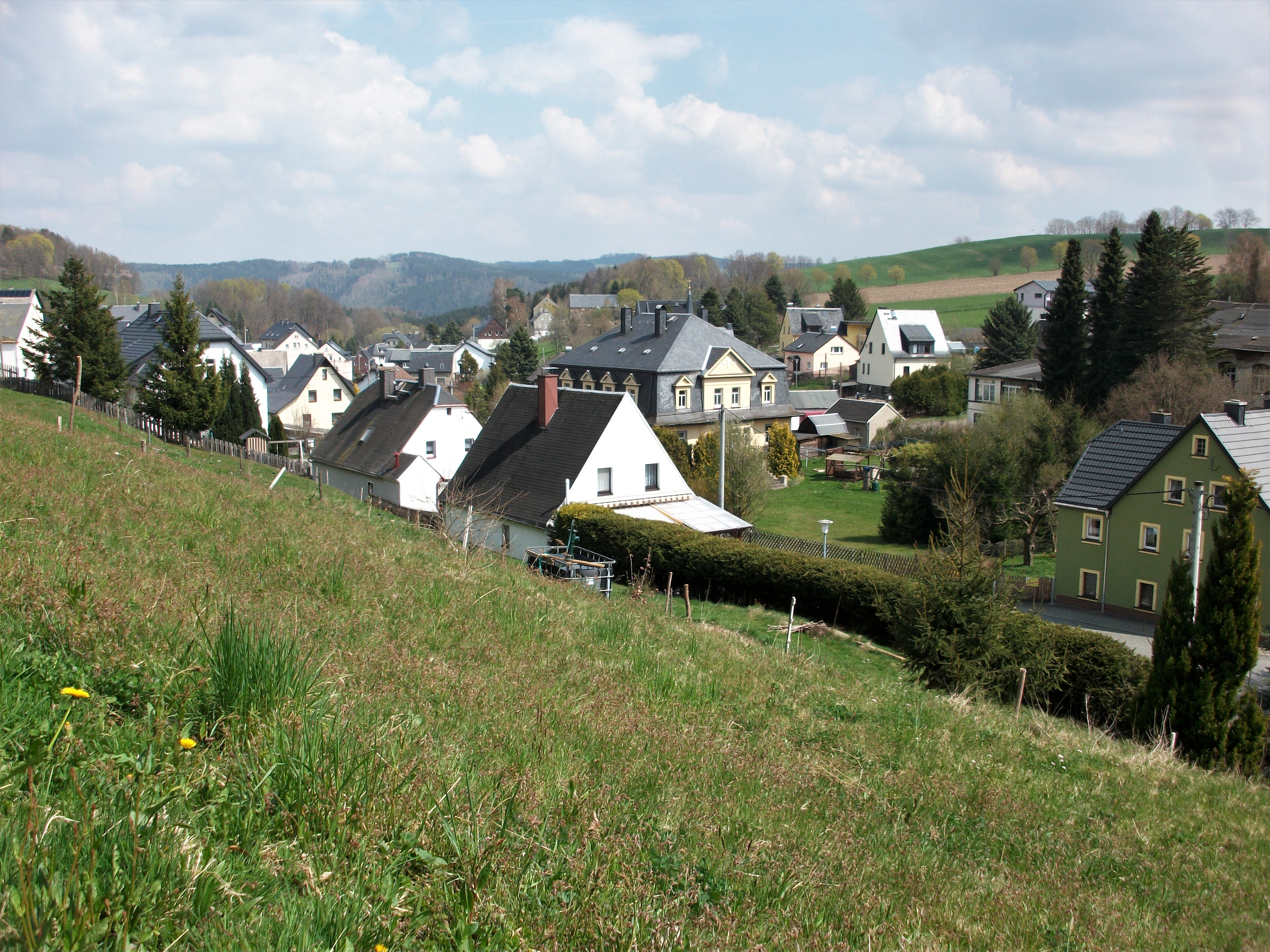
Blik op Venusberg